# Костарика на Летњим олимпијским играма 2024.
Костарика је учествовала Летњим олимпијским играма 2024. у Паризу од 26. јула до 11. августа 2024. То је био седамнаести наступ нације на Летњим олимпијским играма, од њеног дебија 1936. године .

## Учесници по спортовима
| Спорт      | Мушкарци | Жене | Укупно |
| ---------- | -------- | ---- | ------ |
| Атлетика   | 1        | 0    | 1      |
| Бициклизам | 0        | 1    | 1      |
| Пливање    | 1        | 1    | 2      |
| Сурфовање  | 0        | 1    | 1      |
| Џудо       | 1        | 0    | 1      |
| 5 спорта   | 3        | 3    | 6      |